# Tillandsia fendleri
Tillandsia fendleri är en gräsväxtart som beskrevs av August Heinrich Rudolf Grisebach. Tillandsia fendleri ingår i släktet Tillandsia och familjen Bromeliaceae.

## Underarter
Arten delas in i följande underarter:
- T. f. fendleri
- T. f. reducta